# Wiesbüttmoor

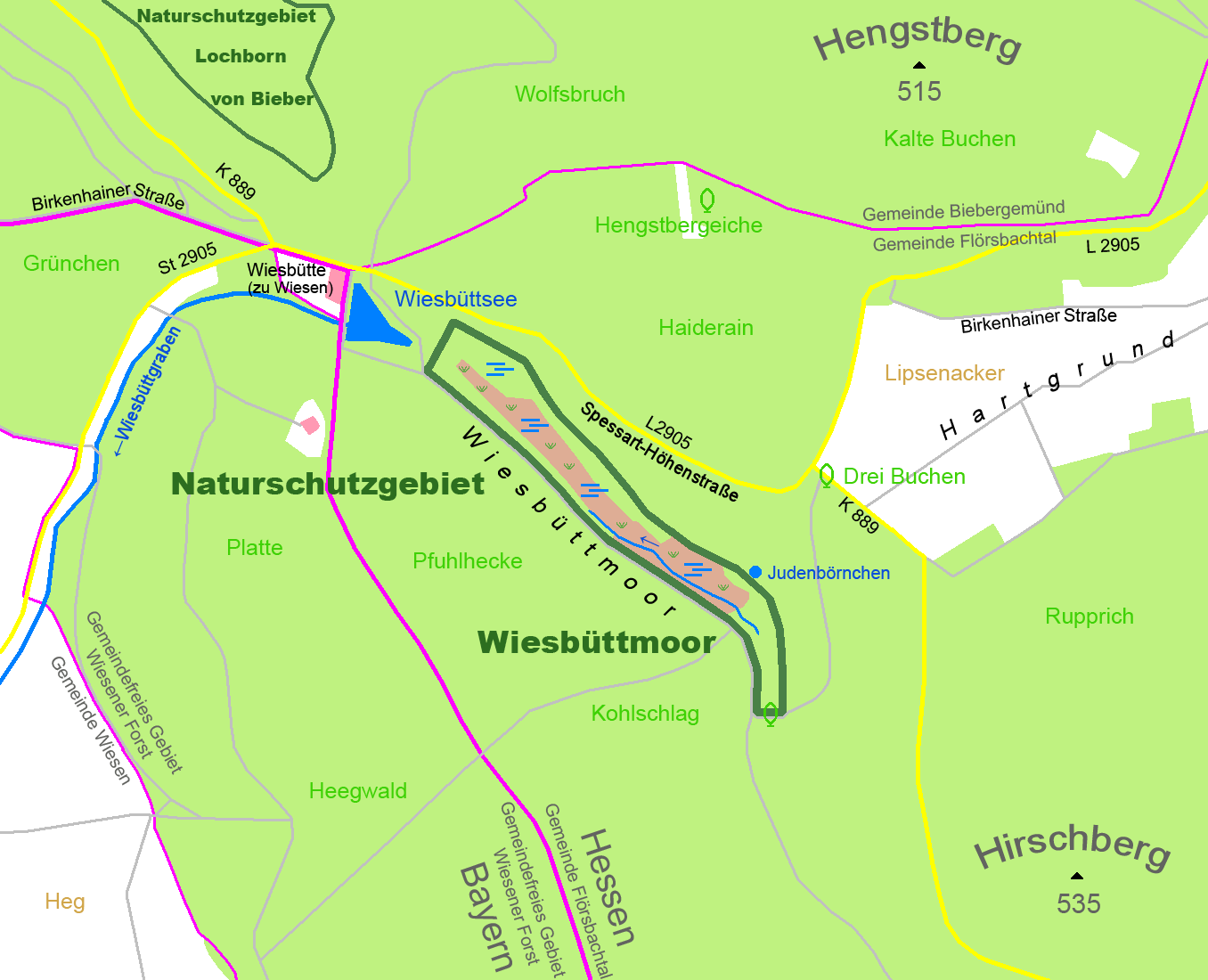
Karte des Wiesbüttmoors

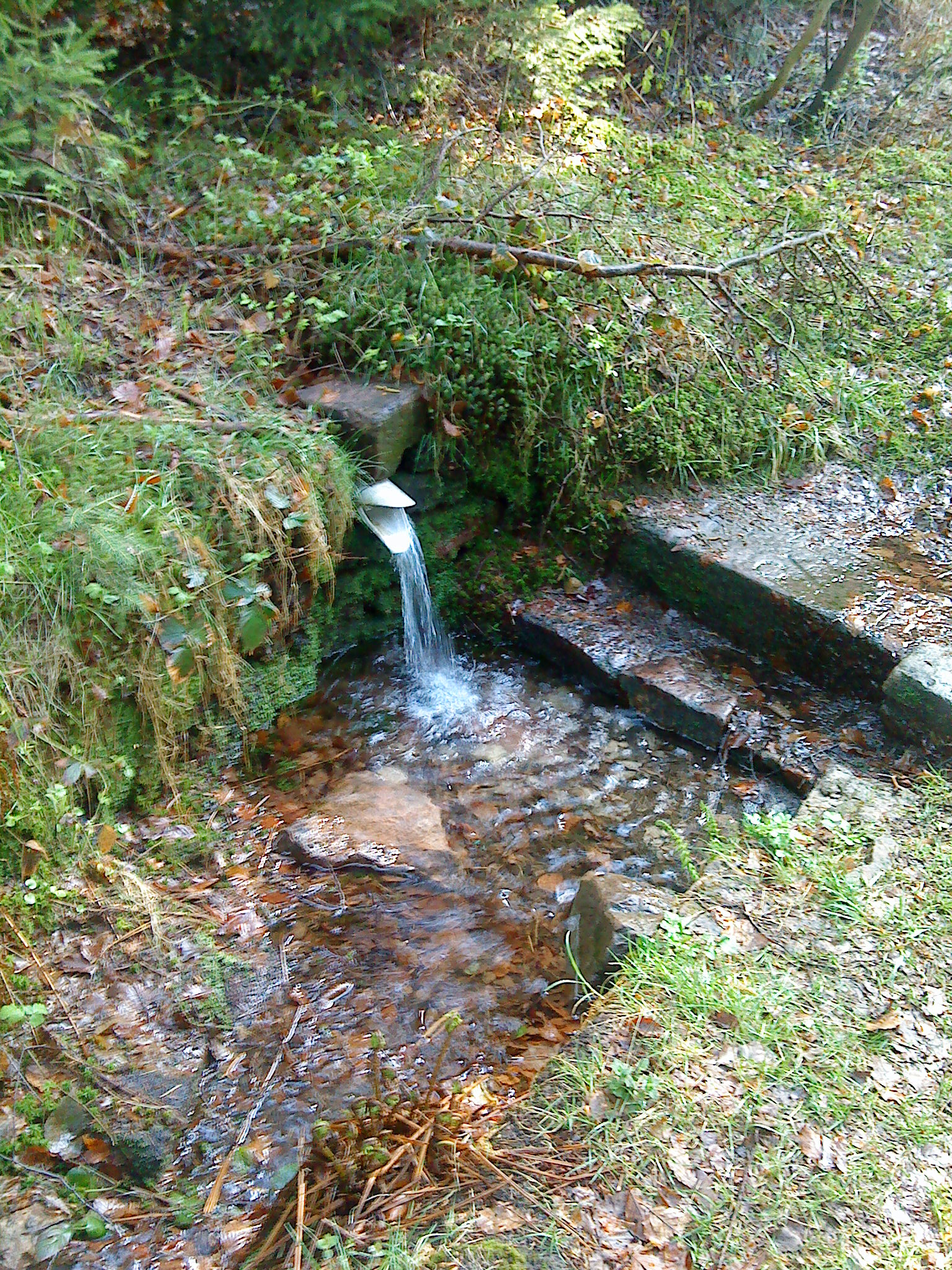
Das Judenbörnchen im Wiesbüttmoor

Das Wiesbüttmoor ist ein Quellmoor bei Flörsbachtal im Main-Kinzig-Kreis im hessischen Spessart.

## Geographie
Das Wiesbüttmoor befindet sich im gleichnamigen Naturschutzgebiet an der Landesgrenze zwischen den Orten Wiesen in Bayern und Flörsbach in Hessen. Es liegt auf 436 Metern und ist somit das höchstgelegene Zwischenmoorgebiet des Spessarts. Im Nordosten erstreckt sich der Gipfel des Hengstberges (515 m), im Südosten bei Mosborn der des Hirschberges (535 m) und im Süden der der Erkelshöhe (517 m). Das Wiesbüttmoor ist ca. 2 km lang und etwa 50 m breit und seine Torfschicht misst bis zu 2 m Tiefe. Nordwestlich des Moores befindet sich der Wiesbüttsee. In etwa 100 m Entfernung verläuft die Spessart-Höhenstraße (L 2905) und nördlich davon die Birkenhainer Straße und der Eselsweg.

## Geschichte
Vor rund 2000 Jahren befand sich hier ein sumpfiger, zeitweilig überstauter Wald, ein sogenannter Bruchwald. Zahlreiche kleine Quellen speisten das Gebiet mit Wasser und bildeten den Oberlauf des Aubaches.
Im Spätmittelalter wurde der umliegende Wald gerodet und seine Funktion als natürlicher Wasserspeicher ging verloren. Die reichlichen Niederschläge sammelten sich in der Talsohle, und der Oberlauf des Aubaches versumpfte allmählich.
Für den Bergbau im benachbarten Lochborn bei Bieber wurde 1765 nach Plänen des Bergmeisters Johann Philipp Cancrinus der Wiesbüttsee angestaut. Das Wasser wurde somit auch in der Geländemulde oberhalb zurückgehalten. Die versumpfte Mulde mit ihrem stehenden, nährstoffarmen und sauren Wasser konnte nun von Torfmoosen besiedelt werden. Ein Zwischenmoor entstand. Im Unterschied zum Versumpfungsmoor sind beim Zwischenmoor die stetig wachsenden Torfschichten so dick geworden, dass der Einfluss des mineralhaltigen Grundwassers nachlässt.
1953 ist das Moor zum Naturschutzgebiet erklärt worden, um seine im Spessart einzigartige Vegetation zu erhalten. Das Gebiet ist seit 2008 Teil des FFH-Gebiets Wiesbüttmoor mit angrenzenden Waldflächen und damit Teil des europäischen Natura 2000-Netzwerks; das FFH-Gebiet hat eine Fläche von 196 ha und umfasst ein großflächiges Waldgebiet in Hochplateaulage auf Buntsandstein mit überwiegend Hainsimsen-Buchenwald.

## Flora und Fauna
Im Wiesbüttmoor wachsen für diese Region eher seltene Pflanzen. Auch fleischfressende Pflanzen wie der Sonnentau kommen vor. Sie verschaffen sich den im Moor fehlenden Stickstoff durch Insektenfang. Eiszeitliche Pflanzenrelikte, wie Siebenstern, Sparrbinsen und  Scheidenwollgras, sind auch am Wiesbüttmoor Raritäten. Für Bäume ist dieser Lebensraum zu nass, für üppige Staudenvegetation zu nährstoffarm.
Die Kreuzotter fühlt sich gerade in Mooren, Heiden, feuchte Niederungen besonders wohl und ist deshalb auch im Wiesbüttmor keine Seltenheit.

## Das Judenbörnchen
Am Rande des Wiesbüttmoores befindet sich das sogenannte Judenbörnchen, eine Quelle, die das Moor mit Wasser speist. Seinen Namen verdankt es zahlreichen jüdischen Viehhändlern, die mit ihren Tieren die alte Birkenhainer Handelsstraße befuhren und am Börnchen rasteten haben, um diese am Brunnen zu tränken. Auf dem Brunnenstein ist die Jahreszahl 1778 eingemeißelt.